# Amtsgericht Flensburg
Das Amtsgericht Flensburg ist ein deutsches Gericht der ordentlichen Gerichtsbarkeit. Es ist eines von vier Amtsgerichten (AG) im Bezirk des Landgerichtes Flensburg und eines von 22 Amtsgerichten im Lande Schleswig-Holstein.

## Gerichtssitz und -bezirk

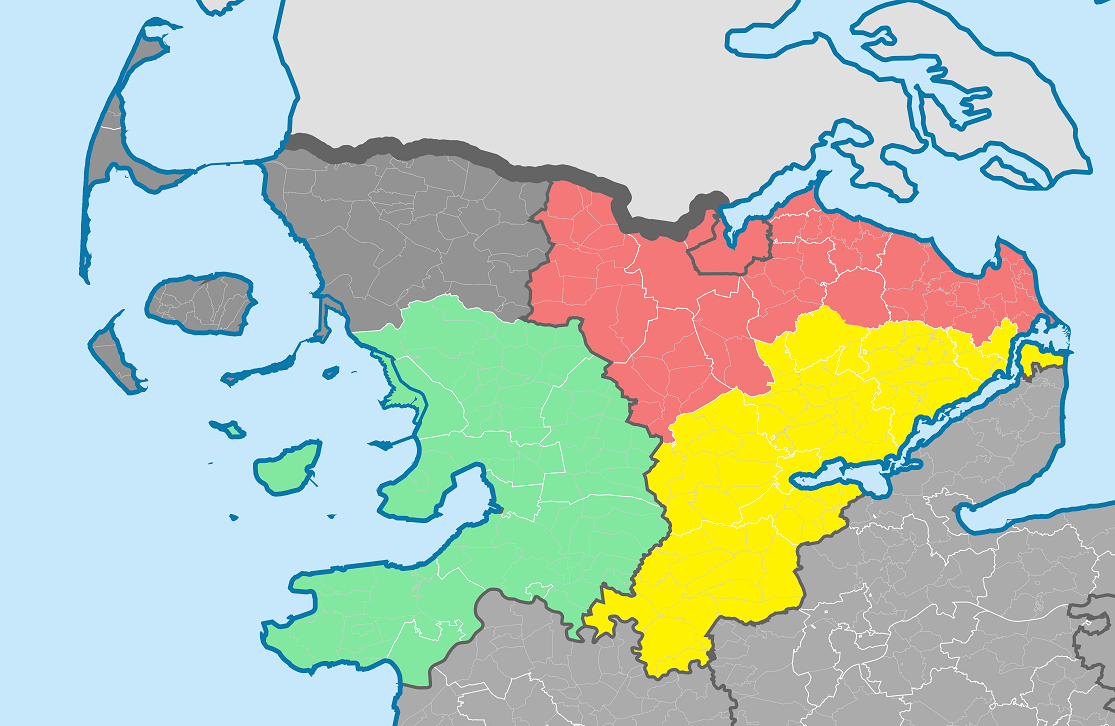
Gerichtsbezirke der dem LG Flensburg nachgeordneten Amtsgerichte
AG Niebüll
AG Flensburg
AG Husum
AG Schleswig

Sitz des Gerichts ist die Stadt Flensburg.
Der Gerichtsbezirk umfasst das Gebiet der folgenden Städte und Gemeinden.
| - Ahneby, - Ausacker, - Böxlund, - Dollerup, - Eggebek, - Esgrus, - Flensburg, - Freienwill, - Gelting, - Glücksburg (Ostsee), | - Großenwiehe, - Großsolt, - Grundhof, - Handewitt, - Harrislee, - Hasselberg, - Hörup, - Holt, - Hürup, - Husby, | - Janneby, - Jardelund, - Jerrishoe, - Jörl, - Kronsgaard, - Langballig, - Langstedt, - Lindewitt, - Maasbüll, - Maasholm, | - Medelby, - Meyn, - Munkbrarup, - Nieby, - Niesgrau, - Nordhackstedt, - Oeversee, - Osterby, - Pommerby, - Rabel, | - Rabenholz, - Ringsberg, - Schafflund, - Sieverstedt, - Sörup, - Sollerup, - Stangheck, - Steinberg, - Steinbergkirche, - Sterup, | - Stoltebüll, - Süderhackstedt, - Tarp, - Tastrup, - Wallsbüll, - Wanderup, - Wees, - Weesby und - Westerholz |

Im Rahmen der Reform der Amtsgerichtsstruktur wurde das benachbarte Amtsgericht Kappeln zum 31. März 2007 aufgelöst. Aus dem Bezirk des AG Kappeln wurden die Gebiete der Ämter Gelting und Steinbergkirche dem Bezirk des AG Flensburg zugeschlagen.
Im Amtsgerichtsbezirk Flensburg sind etwa 180 Rechtsanwälte und Rechtsanwältinnen zugelassen, von denen etwa 50 auch Notare oder Notarinnen sind.
Das Amtsgericht Flensburg ist im Rahmen einer Sonderzuständigkeit zuständig für alle Registersachen im Landgerichtsbezirk Flensburg und ist außerdem Insolvenzgericht für den Amtsgerichtsbezirk Schleswig.

## Gebäude

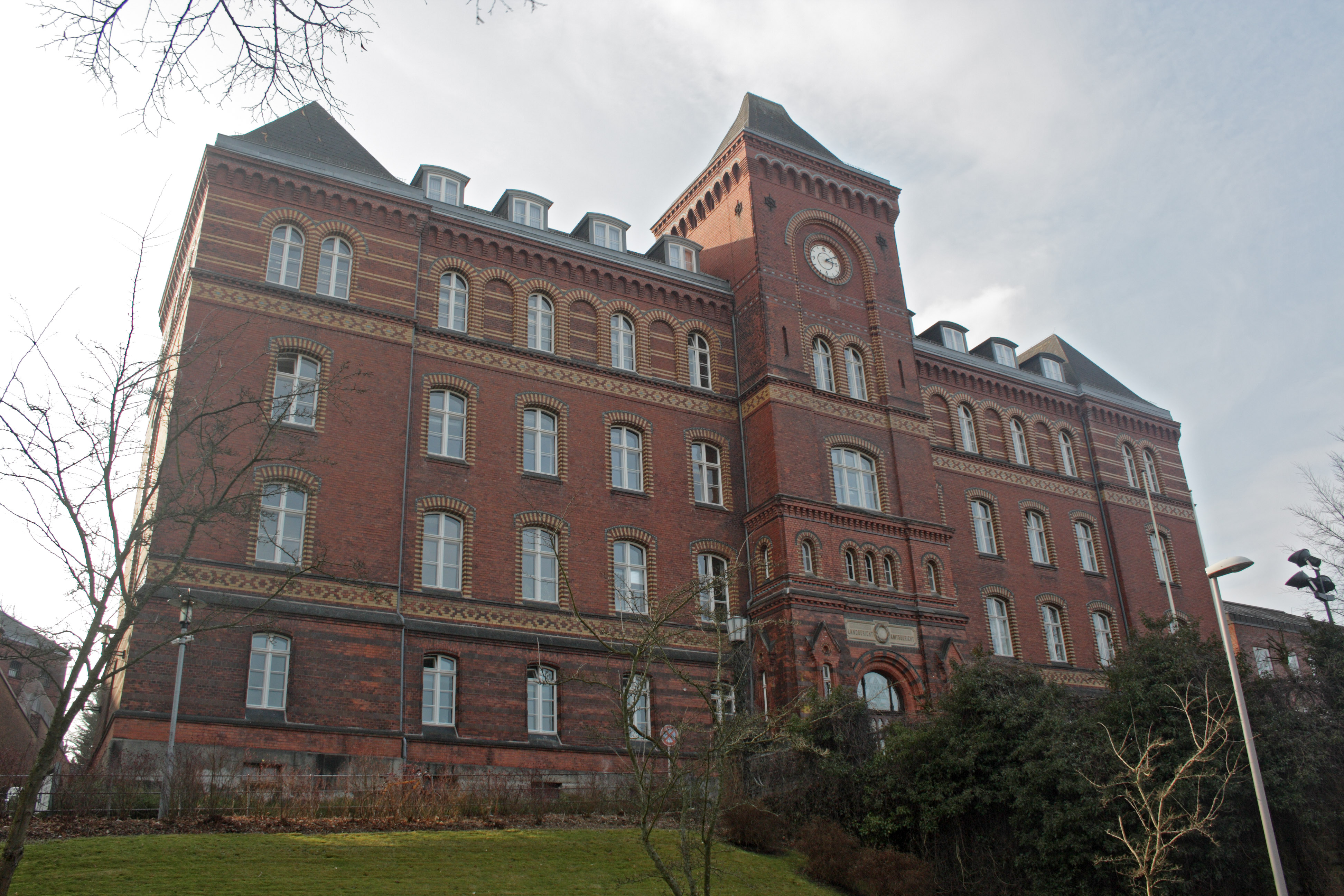
Das Gerichtsgebäude (Altbau).

Das Gerichtsgebäude befindet sich am Südergraben 22, 24937 Flensburg.
In dem denkmalgeschützten Gebäude des AG Flensburg sind außerdem das Landgericht Flensburg, die Staatsanwaltschaft Flensburg und ein Justizmuseum untergebracht.

### Altbau
Der Altbau des Gerichtsgebäudes wurde 1882 seiner Bestimmung übergeben. Ausgeführt wurde das Gebäude als Ziegelrohbau mit gotisierenden Formen, in die sich Elemente italienischer Wehrarchitektur mischen. Das Gebäude bezeugte den neuen preußischen Machtanspruch. Dessen Formensprache wurde in der Folgezeit häufig als „preußische Einschüchterungsarchitektur“ verspottet. Das Gebäudeäußere und -innere sind weitgehend erhalten. Der Turm des Gebäudes besaß früher jedoch offenbar eine spitzere Erscheinung, durch eine Spitze die einem Fahnenmast ähnelte. Die im Eingangsbereich und im Treppenhaus vorhandenen Ausmalungen im Stile des Historismus des 19. Jahrhunderts sind restauriert worden.
Im Treppenhaus des Altbaus befindet sich ferner ein Standbild Wilhelm I. von Preußen des Bildhauers Ernst Herter, der der Berliner Bildhauerschule zuzurechnen ist. Bewahrt worden und in Gerichtssälen zu sehen sind weiter eine Reihe von Kunstwerken, die zum Teil noch aus der Zeit des Gesamtstaates stammen, als die Herzogtümer Schleswig und Holstein mit Dänemark in Personalunion verbunden waren.

### Erweiterungsbauten
1963 und 1987 wurden Erweiterungsbauten an den Altbau angefügt. Der Anbau von 1963 war noch ein zweckmäßiger Kastenbau. Seit dem Um- und Erweiterungsbau von 1987 schmiegen sich drei Riegel an den Hang, auf dem das Gerichtsgebäude über der Stadt Flensburg thront. Diese Riegel passen sich durch schräge Kupferdächer in die Stadtsilhouette ein und werden durch eine große gläserne Halle mit einer offenen Treppe über acht Etagen miteinander verbunden, die zugleich die den Übergang zum Anbau aus dem Jahre 1963 und dem Altbau herstellt. Dieses Treppenhaus soll architektonischer Ausdruck der um Transparenz und Bürgernähe bemühten modernen Gerichtsbarkeit sein.

## Übergeordnete Gerichte
Dem AG Flensburg unmittelbar übergeordnet ist das Landgericht Flensburg. Dieses gehört zum Bezirk des Schleswig-Holsteinischen Oberlandesgerichtes in Schleswig.